# Samson & Gert 8
Samson & Gert 8 is het negende cd-album van de serie Samson en Gert. Het album verscheen op 12 juni 1998. Op het album zijn de stemmen van Danny Verbiest als Samson en Gert Verhulst als Gert te horen. De teksten zijn van Danny Verbiest, Gert Verhulst, Hans Bourlon en Ivo de Wijs. Alle muziek is van de hand van Johan Vanden Eede. In sommige liedjes zingt het koor De Wamblientjes mee o.l.v. Johan Waegeman.

## Tracklist
| 1.                   | Naar het circus       | 3:28 |
| 2.                   | Wij willen voetballen | 3:59 |
| 3.                   | Wakker worden         | 3:35 |
| 4.                   | Robin Hood            | 2:47 |
| 5.                   | Amerika               | 3:41 |
| 6.                   | Zondag                | 4:39 |
| 7.                   | Roeien                | 2:47 |
| 8.                   | S.O.S.                | 3:25 |
| 9.                   | De baby               | 3:36 |
| 10.                  | Mannetjes van Mars    | 3:36 |
| 11.                  | Bij boer Teun         | 3:46 |
| 12.                  | De allerliefste hond  | 3:54 |
| Totale duur: ± 42.00 |                       |      |

## Hits

### Ultratop 50 Albums
Dit album stond in België van 20 juni 1998 tot 16 januari 1999 (27 weken) in de Ultratop 50 (Vlaanderen) waarvan het 7 weken op nummer 1 stond.

### Top 100 Albums
Dit album stond in Nederland van 22 augustus 1998 tot 12 september 1998 (4 weken) in de Album Top 100 waarvan het 1 week op nummer 69 stond.